# Eisothistos besar
Eisothistos besar är en kräftdjursart som beskrevs av Müller 1992. Eisothistos besar ingår i släktet Eisothistos och familjen Expanathuridae. Inga underarter finns listade i Catalogue of Life.